# Terminal Rodoviário de Vila Velha
O Terminal Rodoviário de Vila Velha fica localizado na Rodovia Darly Santos, bairro Araçás, e é o segundo terminal rodoviário mais utilizado do Espírito Santo, perdendo apenas para o de Vitória. A rodoviária de Vila Velha possui linhas para as mais variadas cidades do país. Durante o dia vários ônibus saem e chegam de cidades como Rio de Janeiro, São Paulo, Salvador, e Belo Horizonte.
No ano de 2012, foi inaugurado o atual Terminal Rodoviário, que se localiza anexo ao Terminal Urbano de Itaparica, que faz parte do Sistema Transcol. A nova localização trouxe melhorias na mobilidade, pois está situada na interseção das rodovias Darly Santos e Rodovia do Sol, além de impedir que os ônibus circulem no interior de bairros.

## Obras
Em 2007 se iniciaram as obras para a reforma da roviária.